# 曾冲子
曾冲子（?—1305年），字圣和，江西人。
曾渊子之弟。以父荫补浏阳簿、江西西宣抚使，丞相趙葵聘用他擔任吉州节制司，後知仁和县，历守南安军。至元年间程钜夫奉诏到江南搜访遗逸，求贤才，曾冲子被举荐，授官为福建提刑司佥事。晚年以奉议大夫致仕。大德九年（1305年）去世。